# Poszlaka
Poszlaka (ang. Get a Clue) – amerykański film należący do kategorii Disney Channel Original Movies.

## Opis fabuły
Lexy Gold to bogata, rozpuszczona nastolatka. Od dziecka obraca się wśród elit Manhattanu, dzięki czemu ma dostęp do najświeższych plotek z wyższych sfer. To zaś zapewnia jej stanowisko redaktora działu kroniki towarzyskiej w szkolnej gazetce. Lexy wykorzystuje łamy gazety do prywatnej batalii ze znienawidzoną nauczycielką. Kiedy jednak nauczycielka w tajemniczych okolicznościach znika, Lexy wraz z niezamożnym kolegą zmienia pióro na detektywistyczną lupę i postanawia wyjaśnić tę zagadkę. 

## Obsada
- Lindsay Lohan – Alexandra "Lexy" Gold
- Bug Hall – Jack Downey
- Ian Gomez – Mr. Walker
- Brenda Song – Jennifer
- Ali Mukaddam – Gabe
- Dan Lett – Frank Gold
- Amanda Plummer – Miss Dawson
- Charles Shaughnessy – Detective Charles Meany/Falco Ganville
- Kim Roberts – Mrs. Stern
- Eric Fink – Mr. Goldblum
- Jennifer Pisana – Taylor Gold, Lexy's tech-savvy little sister
- Sylvia Lennick – Mrs. Petrossian
- Cheryl MacInnis – Mrs. Sommerville
- Timm Zemanek – Mr. Greenblatt
- Gerry Quigley – Detective Potter